# 旭川大橋 (旭川市)
旭川大橋（あさひかわおおはし、英語：Asahikawaohashi Bridge）は、北海道旭川市の忠別川に架かる橋。

## 概要
1969年（昭和44年）開通。国道12号（台場4条通）の橋であり、忠別川の最も下流にある橋である。また、美瑛川と合流した忠別川が石狩川に合流するまでの間にある唯一の橋となっている。
旭川市中心部と神居地区を結んでいる。

## 周辺
亀吉・曙側の交差点で1条通と接続し、忠和・神居側の交差点で北海道道90号旭川環状線と接続している。
- 旭川大橋下流右岸広場[6]
- 旭川大橋上流右岸広場[6]
- 旭川大橋左岸広場[6]
- 北海道中央バス旭川営業所